# Ударац са гола (гол-аут)
Ударац са гола (гол-аут) је један од начина настављања игре у фудбалу. Гол-аут се досуђује када цела лопта коју је последњи додирнуо играч нападајуће екипе пређе преко попречне (гол-аут) линије, по земљи или у ваздуху, а да није постигнут гол. Потом се изводи ударац са гола.
Ударац са гола се изводи тако што се лопта упућује стопалом са било ког места у голмановом простору од стране бранеће екипе. Противнички играчи остају изван казненог простора, а лопта је у игри тек кад напусти казнени простор. Уколико лопта не напусти казнени простор, извођење ударца са гола се понавља. Играч који изводи не сме поново да додирне лопту док она не додирне другог играча.
Гол се може постићи директно из ударца са гола, али само ако се лопта упути у противнички гол. У случају да се лопта упути директно у сопствени гол, извођење ударца са гола се понавља. Такође, приликом додавања извођењем ударца са гола се не може досудити офсајд.